# 国地頭
国地頭（くにじとう）は、文治元年（1185年）に出された文治の勅許によって設置された地頭の一形態。古くは地頭は荘園・公領単位にのみ設置されていたとするのが通説であったが、1960年に石母田正が「一国地頭職」の概念を提唱して以来、注目されるようになった。
国地頭の原型・先行形態としては、平氏政権が丹波に設置した「諸荘園惣下司」（平盛俊）、木曾義仲滅亡後に北陸道に置かれた「鎌倉殿勧農使」（比企朝宗）、鎌倉に対して挙兵した源義経と源行家が補任された「九国・四国地頭」などの存在が挙げられる。
文治元年（1185年）11月、北条時政の奏請により、義経・行家の追討を目的として五畿・山陰・山陽・南海・西海諸国に設置することが勅許された。平氏滅亡後に一旦停止された諸国惣追捕使に代わり令制国単位で設置され、荘園・公領からの段別五升の兵粮米の徴収・田地の知行権・国内武士の動員権など強大な権限を保持していたとされる。時政が七ヶ国地頭となったのをはじめ、梶原景時が播磨・美作、土肥実平が備前・備中・備後、天野遠景が九州諸国の国地頭であったと推測されている。だが、兵糧米の獲得や国務への関与を巡り荘園領主・国司の反発を受けた結果、翌年3月に時政は七ヶ国地頭を辞任し、軍事・検断関係を職務とする惣追捕使の地位のみ保持した。
設置期間が短期間に留まり記録が乏しいことから、具体的な内容などについては不明な点が多く、少数説であるが国地頭の存在自体を否定する見解（三田武繁）もある。